# 郝家台遗址
郝家台遗址位于河南省漯河市郾城区沙北街道石槽赵社区。面积7万平方米，文化层厚约3.5米。遗址内西南部发现有城堡遗迹。1986年发现大面积成排房基，并有木板地面遗痕。另有窖穴、墓葬、灰坑、陶窑等遗迹以及城墙基和外围防御沟。1987年河南省文物研究所在这里进行考古发掘，发掘出丰富的龙山文化中晚期遗迹、遗物，其上有丰富的二里头文化遗存。出土陶、石、骨、蚌器数千件，其中陶器有鼎、罐、高柄杯、鬲、壶、瓮、豆、碗等。饰绳纹、篮纹、方格纹。